# Robert Boothby
Robert Boothby, né à Édimbourg le 12 février 1900 et mort à Londres le 16 juillet 1986,, est un homme politique britannique.

## Biographie
Il est l'unique enfant de Robert Tuite Boothby, l'un des directeurs de la Banque d'Écosse. Éduqué au collège d'Eton, il se porte volontaire pour rejoindre l'armée à la fin de la Première Guerre mondiale, mais est trop jeune pour être envoyé au front. Il étudie l'histoire au Magdalen College de l'université d'Oxford, y obtenant son diplôme de licence. Il travaille ensuite pour une société de courtiers,.
Entré en politique au sein du Parti conservateur, il entre à la Chambre des communes comme député d'Aberdeenshire-est aux élections de 1924. De 1926 à 1929 il est le secrétaire parlementaire privé de Winston Churchill, qui est alors chancelier de l'Échiquier,.
Habitué à visiter l'Allemagne, il rencontre Adolf Hitler en 1932 et s'entretient avec lui pendant une heure. Il en retire la conviction que l'homme est dangereux, et dès l'arrivée au pouvoir des nazis en 1933 il appelle ses concitoyens britanniques à se préparer à une lutte armée pour défendre leur démocratie et leur mode de vie face aux menaces fascistes. En 1936 il est l'un des fondateurs du Front populaire (en) avec le socialiste G. D. H. Cole, le libéral Richard Acland et le communiste John Strachey : cette alliance de personnalités de partis différents vise à s'opposer à la politique d'apaisement du gouvernement conservateur, qui espère que des concessions faites aux régimes fascistes permettront d'éviter une nouvelle guerre. 
Au sein du Parti conservateur, Robert Boothby fait partie d'un petit groupe de députés, dont Winston Churchill et Leo Amery, qui pressent sans grand succès le gouvernement d'augmenter le budget de la défense, d'accroître les forces de la Royal Air Force et plus généralement de mieux préparer le pays à une guerre qu'ils jugent inévitable,. Il est l'un des 41 députés conservateurs qui votent la défiance à l'égard du gouvernement en mai 1940, causant la chute du Premier ministre Neville Chamberlain et l'accès au pouvoir de Churchill. Il est alors nommé sous-secrétaire au ministère de l'Alimentation.
En 1941, durant la guerre, il rejoint la Royal Air Force, et devient flight lieutenant dans un escadron de bombardiers. Il devient ensuite officier de liaison auprès des Forces françaises libres, et est fait chevalier de la Légion d'honneur par la France en 1950. En 1953 il est fait chevalier commandeur de l'ordre de l'Empire britannique. Dans les années 1950, il se prononce sans succès pour l'entrée du Royaume-Uni dans la Communauté économique européenne, et pour la dépénalisation des actes homosexuels. Il demeure dans l'aile gauche du Parti conservateur. En 1958 il est anobli à la suite de l'adoption de la loi permettant la création de pairs à vie, devenant le baron Boothby, et quitte donc la Chambre des communes pour la Chambre des lords. Il meurt à l'hôpital de Westminster, à Londres, en 1986, à l'âge de 86 ans,,. 
Il est marié deux fois, à Diana Cavendish (1909-1992) de 1935 à 1937, puis à Wanda Sanna de 1967 à la fin de sa vie. Pendant une trentaine d'années, il entretient une liaison avec Dorothy Macmillan, femme du premier ministre.

## Publications
- The New Economy, 1943
- I Fight to Live, 1947
- My Yesterday, your Tomorrow, 1962
- Boothby, Recollections of a Rebel, 1978